# Selección femenina de fútbol de Portugal
La selección femenina de fútbol de Portugal representa a ese país en las competiciones oficiales de fútbol femenino. Está regulada por la Federación Portuguesa de Fútbol que a su vez está afiliada a la UEFA y a la FIFA. 
La selección se clasificó por primera vez para una Copa del Mundo en 2023 que se disputó en Australia y Nueva Zelanda.
El equipo fue creado en 1981, y debutó en competición oficial al año siguiente. Luego estuvo una década sin participar en ellas, hasta que regresó en 1993. Portugal jugó (y perdió) la repesca para la Eurocopa en 1997 y 2001. Su rendimiento ha bajado posteriormente: en la clasificación para el Mundial 2007 perdió los 8 partidos.
Es el anfitrión de la Copa de Algarve.

## Resultados

### Eurocopa Femenina
| Eurocopa Femenina de la UEFA |                 |                 |                 |                 |                 |                 |                 |                 |
| Año                          | Ronda           | Posición        | PJ              | PG              | PE              | PP              | GF              | GC              |
| Dinamarca 1991               | No participó    | No participó    | No participó    | No participó    | No participó    | No participó    | No participó    | No participó    |
| Italia 1993                  | No participó    | No participó    | No participó    | No participó    | No participó    | No participó    | No participó    | No participó    |
| Alemania 1995                | No se clasificó | No se clasificó | No se clasificó | No se clasificó | No se clasificó | No se clasificó | No se clasificó | No se clasificó |
| Noruega y Suecia 1997        | No se clasificó | No se clasificó | No se clasificó | No se clasificó | No se clasificó | No se clasificó | No se clasificó | No se clasificó |
| Alemania 2001                | No se clasificó | No se clasificó | No se clasificó | No se clasificó | No se clasificó | No se clasificó | No se clasificó | No se clasificó |
| Inglaterra 2005              | No se clasificó | No se clasificó | No se clasificó | No se clasificó | No se clasificó | No se clasificó | No se clasificó | No se clasificó |
| Finlandia 2009               | No se clasificó | No se clasificó | No se clasificó | No se clasificó | No se clasificó | No se clasificó | No se clasificó | No se clasificó |
| Suecia 2013                  | No se clasificó | No se clasificó | No se clasificó | No se clasificó | No se clasificó | No se clasificó | No se clasificó | No se clasificó |
| Países Bajos 2017            | Fase de grupos  | 14.°            | 3               | 1               | 0               | 2               | 3               | 5               |
| Inglaterra 2022              | Fase de grupos  | 14.°            | 3               | 0               | 1               | 2               | 4               | 10              |
| Suiza 2025                   | Fase de grupos  | 13.°            | 3               | 0               | 1               | 2               | 2               | 8               |
| Total                        | 3/11            | -               | 9               | 1               | 2               | 6               | 9               | 23              |

### Copa Mundial
| Mundial Femenino de la FIFA    |                 |                 |                 |                 |                 |                 |                 |                 |
| Año                            | Ronda           | Posición        | PJ              | PG              | PE              | PP              | GF              | GC              |
| China 1991                     | No participó    | No participó    | No participó    | No participó    | No participó    | No participó    | No participó    | No participó    |
| Suecia 1995                    | No se clasificó | No se clasificó | No se clasificó | No se clasificó | No se clasificó | No se clasificó | No se clasificó | No se clasificó |
| Estados Unidos 1999            | No se clasificó | No se clasificó | No se clasificó | No se clasificó | No se clasificó | No se clasificó | No se clasificó | No se clasificó |
| Estados Unidos 2003            | No se clasificó | No se clasificó | No se clasificó | No se clasificó | No se clasificó | No se clasificó | No se clasificó | No se clasificó |
| China 2007                     | No se clasificó | No se clasificó | No se clasificó | No se clasificó | No se clasificó | No se clasificó | No se clasificó | No se clasificó |
| Alemania 2011                  | No se clasificó | No se clasificó | No se clasificó | No se clasificó | No se clasificó | No se clasificó | No se clasificó | No se clasificó |
| Canadá 2015                    | No se clasificó | No se clasificó | No se clasificó | No se clasificó | No se clasificó | No se clasificó | No se clasificó | No se clasificó |
| Francia 2019                   | No se clasificó | No se clasificó | No se clasificó | No se clasificó | No se clasificó | No se clasificó | No se clasificó | No se clasificó |
| Australia y Nueva Zelanda 2023 | Fase de grupos  | 19.°            | 3               | 1               | 1               | 1               | 2               | 1               |
| Total                          | 1/9             | -               | 3               | 1               | 1               | 1               | 2               | 1               |

## Jugadoras

### Última convocatoria
Jugadoras convocadas para la Eurocopa Femenina 2025.
Entrenador:  Francisco Neto
| No. | Pos. | Jugadora           | Fecha de nacimiento (edad)         | Apa. | Goles | Club                |
| --- | ---- | ------------------ | ---------------------------------- | ---- | ----- | ------------------- |
| 1   | POR  | Inês Pereira       | 26 de mayo de 1999 (26 años)       | 48   | 0     | Deportivo La Coruña |
| 12  | POR  | Patrícia Morais    | 17 de junio de 1992 (33 años)      | 98   | 0     | Braga               |
| 22  | POR  | Sierra Cota-Yarde  | 4 de julio de 2003 (22 años)       | 1    | 0     | AFC Toronto         |
|     |      |                    |                                    |      |       |                     |
| 2   | DEF  | Catarina Amado     | 21 de julio de 1999 (25 años)      | 47   | 2     | Benfica             |
| 3   | DEF  | Lúcia Alves        | 22 de octubre de 1997 (27 años)    | 24   | 2     | Benfica             |
| 4   | DEF  | Ana Seiça          | 25 de marzo de 2001 (24 años)      | 13   | 0     | Tigres UANL         |
| 5   | DEF  | Joana Marchão      | 24 de octubre de 1996 (28 años)    | 55   | 3     | Servette            |
| 9   | DEF  | Ana Borges         | 15 de junio de 1990 (35 años)      | 185  | 11    | Sporting CP         |
| 15  | DEF  | Carole Costa       | 3 de mayo de 1990 (35 años)        | 180  | 25    | Benfica             |
| 18  | DEF  | Carolina Correia   | 3 de abril de 2002 (23 años)       | 2    | 0     | Torreense           |
| 19  | DEF  | Diana Gomes        | 26 de julio de 1998 (26 años)      | 56   | 2     | Sevilla             |
|     |      |                    |                                    |      |       |                     |
| 6   | MED  | Andreia Jacinto    | 8 de junio de 2002 (23 años)       | 52   | 1     | Real Sociedad       |
| 7   | MED  | Francisca Nazareth | 17 de noviembre de 2002 (22 años)  | 43   | 10    | Barcelona           |
| 8   | MED  | Andreia Norton     | 15 de agosto de 1996 (28 años)     | 99   | 5     | Benfica             |
| 11  | MED  | Tatiana Pinto      | 28 de marzo de 1994 (31 años)      | 126  | 7     | Atlético de Madrid  |
| 13  | MED  | Fátima Pinto       | 16 de enero de 1996 (29 años)      | 92   | 4     | Sporting CP         |
| 14  | MED  | Dolores Silva      | 7 de agosto de 1991 (33 años)      | 172  | 18    | Braga               |
| 16  | MED  | Andreia Faria      | 19 de abril de 2000 (25 años)      | 32   | 2     | Benfica             |
| 20  | MED  | Beatriz Fonseca    | 15 de septiembre de 1998 (26 años) | 5    | 1     | Sporting CP         |
|     |      |                    |                                    |      |       |                     |
| 10  | DEL  | Jéssica Silva      | 11 de diciembre de 1994 (30 años)  | 122  | 18    | Gotham FC           |
| 17  | DEL  | Diana Silva        | 4 de junio de 1995 (30 años)       | 117  | 26    | Sporting CP         |
| 21  | DEL  | Ana Capeta         | 22 de diciembre de 1997 (27 años)  | 48   | 11    | Sporting CP         |
| 23  | DEL  | Telma Encarnação   | 11 de octubre de 2001 (23 años)    | 41   | 7     | Sporting CP         |